# Leto življenja
Leto življenja (angleško Life in a Year) je ameriški romantični dramski film iz leta 2020, ki ga je režiral Mitja Okorn, za katerega je to hollywoodski prvenec. 
V glavnih vlogah nastopata Cara Delevingne in Jaden Smith. Film je bil posnet pod okriljem produkcijske hiše Overbrook Entertainment, čigar lastnika in ustanovitelja sta Will Smith in Jada Pinkett Smith, njegov distributer pa je Columbia Pictures.

### Zgodba
Najstnik Daryn, ki ga njegov ambiciozni oče Xavier spodbuja k vpisu na Harvard, nekega dne med vtihotapljanjem na raperski koncert spozna Isabelle. Darynu medtem ne uspe priti na Harvard, zato se z očetom spreta. On se vanjo zaljubi in ko ji razkrije svojo ljubezen, mu ta razkrije raka in pove, da nima več veliko časa. Tako skupaj načrtujeta preživetje njenega zadnjega leta. Isabelle v njem prepozna potencial raperja in mu pomaga izdati prvi CD. Kmalu zatem se poročita, vendar Isabelle nekaj dni kasneje umre. Daryn se z očetom po sporu ponovno zbliža in po diplomi se preseli v New York, da bi nadaljeval rapersko kariero.

### Snemanje
Marca 2017 je bilo naznanjeno da se bosta Cara Delevingne in Jaden Smith v glavnih vlogah pridružila igralski zasedbi. Aprila 2017 so se pridružili še Terrence Howard, Stony Blyden, Nia Long, RZA in JT Neal. Maja 2017 sta se pridružila še Chris D'Elia in Cuba Gooding Jr.. Slednji je nadomestil Terrenca Howarda. Principalna fotografija, ki je potekala v kanadskem Torontu, se je začela aprila 2017 in je trajala 34 dni.

## Zasedba
- Cara Delevingne kot Isabelle
- Jaden Smith kot Daryn
- Nia Long kot Catherine
- Cuba Gooding Jr. kot Xavier
- RZA kot Ron
- Chris D'Elia kot Phil
- Stony Blyden kot Kiran
- JT Neal kot Sammy

## Kritike
Gaja Pöschl je za 3. program Radia Slovenija zapisala, da sta Okorna onemogočila nezmožnost zanašanja na vzhodnoevropski humor, zaradi česar se ni mogel poigrati s klišeji, ter izbira nerodnega Jadena Smitha za glavnega igralca.
Marcel Štefančič je za Mladino zapisal, da je bilo že triletno odlašanje z izdajo filma slabo znamenje, da recenzij filma praktično ni, da Okorn iz klišejev ni imel kaj potegniti ter da bi bilo bolje, če bi posnel predelavo svojih poljskih uspešnic (ocena: »proti«).
Igor Harb je za Ekran zapisal, da je film po zasnovi blizu ekranizacijam del Nicholasa Sparksa, ki so vrhunec priljubljenosti doživele med letoma 2004 in 2013, ter da je zadovoljen z razvojem dekletovega lika, igro drugače neprepričljive Care Delevingne in delom direktorice fotografije. Opazil je, film neuspešno meša Sparksov patos z odbito tragedijo ekranizacij del Johna Greena (npr. roman Krive so zvezde), ter da mu spodleti pri predvidljivih preobratih in romantičnih trenutkih, za kar krivi tudi leseno igro Jaydena Smitha, ki ga je prepričal le s svojim rapanjem. Montažo in scenarij je okrivil za neuspeh bolj izvirnih idej, ki so se izgubile med kopičenjem prežvečenih scen. Okornu je očital, da kljub njegovemu očitnemu zanašanju na filmske vzornike romanca in tragedija ne ganeta gledalca, zaradi česar sta neprepričljiva tudi lika očetov obeh protagonistov. Melodramatični preobrati in žanrskimi stereotipi po Harbovem mnenju ob dobri izvedbi niso negativna lastnost, meni tudi, da predvidljivost razvoja dogodkov privablja ciljno publiko, saj privede do čustvenih preobratov. Za komercialni neuspeh filma je okrivil nekajletno zamudo pri lovljenju trendov, ter težave pri promociji, ki sta jih povzročila epidemija Covida in obtožbe o spolnem nadlegovanju zoper Cubo Goodinga Jr. in Chrisa D’Ellio, vendar je dodal, da bi bilo tudi v idealnih razmerah vse odvisno od mladih gledalcev, katerih okus se hitro spreminja.